# Kameroen op de Olympische Zomerspelen 2000
Kameroen nam deel aan de Olympische Zomerspelen 2000 in Sydney, Australië. Het Afrikaanse land won voor het eerst in de olympische geschiedenis een gouden medaille. Die kwam op naam van het nationaal voetbalelftal.

## Medailleoverzicht
| Sport   | Olympiër | Discipline | Medaille |
| ------- | --- | ---------- | -------- |
| Voetbal | Patrice Abanda Nicolas Alnoudji Clément Beaud Daniel Bekono Serge Branco Joël Epallé Samuel Eto'o Geremi Njitap Idriss Carlos Kameni Lauren Etame Mayer Modeste M'bami Patrick Mboma Albert Meyong Serge Mimpo Daniel Ngom Komé Aaron Nguimbat Patrick Suffo Pierre Womé | mannen     | Goud     |

## Deelnemers en resultaten

### Atletiek
| Olympiër                                                            | Discipline | Resultaat | Prestatie                                                                        |
| ------------------------------------------------------------------- | ---------- | --------- | -------------------------------------------------------------------------------- |
| Joseph Batangdon                                                    | 100m (m)   | 37e       | serie 6: 3de in 10,45 kwartfinale 2: 9de in 10,52                                |
| Serge Bengono                                                       | 100m (m)   | 34e       | serie 5: 2de in 10,35 kwartfinale 1: 7de in 10,46                                |
| Joseph Batangdon                                                    | 200m (m)   | 18e       | serie 7: 2de in 20,70 kwartfinale 3: 5de in 20,55                                |
| Alfred Moussambani Serge Bengono Joseph Batangdon Benjamin Sirimou  | 4x100m (m) | 24e       | serie 4: 5de in 39,62                                                            |
|                                                                     |            |           |                                                                                  |
| Myriam Mani                                                         | 100m (v)   | 13e       | serie 1: 2de in 11,24 kwartfinale 4: 3de in 11,23 halve finale 1: 6de in 11,40   |
| Myriam Mani                                                         | 200m (v)   | 16e       | serie 2: 1ste in 22,68 kwartfinale 3: 2de in 22,88 halve finale 1: 8ste in 23,47 |
| Claudine Komgang                                                    | 400m (v)   | 18e       | serie 4: 3de in 51,74 kwartfinale 1: 5de in 51,57                                |
| Mireille Nguimgo                                                    | 400m (v)   | 14e       | serie 1: 2de in 51,88 kwartfinale 4: 4de in 51,08 halve finale 1: 7de in 52,03   |
| Esther Mvondo Anne-Marie Mouri-Nkeng Carine Eyanga Françoise Mbango | 4x100m (v) | 24e       | serie 4: 7de in 45,82                                                            |
| Françoise Mbango                                                    | 4x100m (v) | 10e       | kwalificatie groep B: 6de met 14,13m finale: 10de met 13,53m                     |

### Boksen
| Olympiër        | Discipline | Resultaat | Prestatie                                                         |
| --------------- | ---------- | --------- | ----------------------------------------------------------------- |
| Herman Ngoudjo  | -54kg (m)  | 17e       | 1ste ronde: V van KGZ Kadyraliyev: scheidsrechterlijke beslissing |
| Sakio Bika Mbah | -71kg (m)  | 17e       | 1ste ronde: V van CAN MacIntosh: 5-8                              |

### Judo
| Olympiër             | Discipline | Resultaat | Prestatie                                                                     |
| -------------------- | ---------- | --------- | ----------------------------------------------------------------------------- |
| Jean-Claude Cameroun | -66kg (m)  | 20e       | 1ste ronde: V van KAZ Baglayev: ippon                                         |
|                      |            |           |                                                                               |
| Judith Esseng Abolo  | -52kg (v)  | 19e       | 1ste ronde: V van FRA Tignola: ippon                                          |
| Françoise Nguele     | -57kg (v)  | 13e       | 1ste ronde: vrij 2de ronde: V van AUS Pekli herkansingen: V van AZE Huseynova |

### Voetbal
| Olympiër | Discipline | Resultaat | Prestatie |
| --- | ---------- | --------- | --- |
| Patrice Abanda Nicolas Alnoudji Clément Beaud Daniel Bekono Serge Branco Joël Epallé Samuel Eto'o Geremi Njitap Idriss Carlos Kameni Lauren Etame Mayer Modeste M'bami Patrick Mboma Albert Meyong Serge Mimpo Daniel Ngom Komé Aaron Nguimbat Patrick Suffo Pierre Womé | mannen     | Goud      | groep D: 2de W van Koeweit: 3-2 G van Verenigde Staten: 1-1 G van Tsjechië: 1-1 kwartfinale: W van Brazilië: 2-1 halve finale: W van Chili: 2-1 finale: W van Spanje: 2-2 (5-3) |

| Groep D |                  |             |             |             |             |            |            |            |        |
| #       | Land             | Wedstrijden | Wedstrijden | Wedstrijden | Wedstrijden | Doelpunten | Doelpunten | Doelpunten | Punten |
| #       | Land             | G           | W           | G           | V           | V          | T          | Saldo      | Punten |
| 1       | Verenigde Staten | 3           | 1           | 2           | 0           | 6          | 4          | +2         | 5      |
| 2       | Kameroen         | 3           | 1           | 2           | 0           | 5          | 4          | +1         | 5      |
| 3       | Koeweit          | 3           | 1           | 0           | 2           | 6          | 8          | -2         | 3      |
| 4       | Tsjechië         | 3           | 0           | 2           | 1           | 5          | 6          | -1         | 2      |

| Ronde        | Datum     | Plaats           | Land | Score    | Land |
| ------------ | --------- | ---------------- | ---- | -------- | ---- |
| Groepsfase   |           |                  |      |          |      |
| 13 september | Brisbane  | Kameroen         | 3-2  | Koeweit  |      |
| 16 september | Canberra  | Verenigde Staten | 1-1  | Kameroen |      |
| 19 september | Brisbane  | Tsjechië         | 1-1  | Kameroen |      |
| Kwartfinale  |           |                  |      |          |      |
| 23 september | Brisbane  | Brazilië         | 1-2  | Kameroen |      |
| Halve finale |           |                  |      |          |      |
| 26 september | Melbourne | Chili            | 1-2  | Kameroen |      |
| Finale       |           |                  |      |          |      |
| 30 september | Brisbane  | Spanje           | 2-2  | Kameroen |      |

Albanië · Algerije · Amerikaanse Maagdeneilanden · Amerikaans-Samoa · Andorra · Angola · Antigua en Barbuda · Argentinië · Armenië · Aruba · Australië · Azerbeidzjan · Bahama's · Bahrein · Bangladesh · Barbados · België · Belize · Benin · Bermuda · Bhutan · Bolivia · Bosnië en Herzegovina · Botswana · Brazilië · Britse Maagdeneilanden · Brunei · Bulgarije · Burkina Faso · Burundi · Cambodja · Canada · Centraal-Afrikaanse Republiek · Chili · China · Chinees Taipei · Colombia · Comoren · Congo-Brazzaville · Congo-Kinshasa · Cookeilanden · Costa Rica · Cuba · Cyprus · Denemarken · Djibouti · Dominica · Dominicaanse Republiek · Duitsland · Ecuador · Egypte · El Salvador · Equatoriaal-Guinea · Eritrea · Estland · Ethiopië · Fiji · Filipijnen · Finland · Frankrijk · Gabon · Gambia · Georgië · Ghana · Grenada · Griekenland · Groot-Brittannië · Guam · Guatemala · Guinee · Guinee‑Bissau · Guyana · Haïti · Honduras · Hongarije · Hongkong · Ierland · IJsland · India · Indonesië · Irak · Iran · Israël · Italië · Ivoorkust · Jamaica · Japan · Jemen · Joegoslavië · Jordanië · Kaaimaneilanden · Kaapverdië · Kameroen · Kazachstan · Kenia · Kirgizië · Koeweit · Kroatië · Laos · Lesotho · Letland · Libanon · Liberia · Libië · Liechtenstein · Litouwen · Luxemburg · Macedonië · Madagaskar · Malawi · Malediven · Maleisië · Mali · Malta · Marokko · Mauritanië · Mauritius · Mexico · Micronesië · Moldavië · Monaco · Mongolië · Mozambique · Myanmar · Namibië · Nauru · Nederland · Nederlandse Antillen · Nepal · Nicaragua · Nieuw-Zeeland · Niger · Nigeria · Noord-Korea · Noorwegen · Oeganda · Oekraïne · Oezbekistan · Oman · Oostenrijk · Pakistan · Palau · Palestina · Panama · Papoea-Nieuw-Guinea · Paraguay · Peru · Polen · Portugal · Puerto Rico · Qatar · Roemenië · Rusland · Rwanda · Saint Kitts en Nevis · Saint Lucia · Saint Vincent en Grenadines · Salomonseilanden · Samoa · San Marino ·  Sao Tomé en Principe · Saoedi-Arabië · Senegal · Seychellen · Sierra Leone · Singapore · Slovenië · Slowakije · Soedan · Somalië · Spanje · Sri Lanka · Suriname · Swaziland · Syrië · Tadzjikistan · Tanzania · Thailand · Togo · Tonga · Trinidad en Tobago · Tsjaad · Tsjechië · Tunesië · Turkije · Turkmenistan · Uruguay · Vanuatu · Venezuela · Verenigde Arabische Emiraten · Verenigde Staten · Vietnam · Wit-Rusland · Zambia · Zimbabwe · Zuid-Afrika · Zuid-Korea · Zweden · Zwitserland · Individuele olympische atleten